# Třída Spruance
Třída Spruance byly raketové torpédoborce námořnictva Spojených států amerických. Tato víceúčelová plavidla byla navržena zejména pro ničení ponorek a doprovod svazů letadlových lodí. Americké námořnictvo je provozovalo v letech 1975–2005. Jako poslední byl dne 21. září 2005 vyřazen torpédoborec USS Cushing.
Podtřídou třídy Spruance jsou čtyři jednotky třídy Kidd, které byly stavěny pro íránského šáha, ovšem po vypuknutí íránské islámské revoluce a svržení šáhova režimu si je USA ponechalo a později byly prodány námořnictvu Čínské republiky. Mírně prodloužený trup třídy Spruance byl rovněž použit pro stavbu křižníků třídy Ticonderoga.

## Stavba
V letech 1972–1983 bylo loděnicí Ingalls Shipbuilding v Pascagoule postaveno celkem 31 jednotek této třídy.
Jednotky třídy Spruance:
| Jméno                      | Spuštěna           | Vstup do služby    | Status                                                                     |
| -------------------------- | ------------------ | ------------------ | -------------------------------------------------------------------------- |
| Spruance (DD-963)          | 10. listopadu 1973 | 20. září 1975      | Vyřazen 2005.                                                              |
| Paul F. Foster (DD-964)    | 23. února 1974     | 21. února 1976     | Vyřazen 2003. Upraven na testovací plavidlo Self Defense Test Ship (SDTS). |
| Kinkaid (DD-965)           | 25. května 1974    | 10. července 1976  | Vyřazen 2003.                                                              |
| Hewitt (DD-966)            | 24. srpna 1974     | 25. září 1976      | Vyřazen 2001.                                                              |
| Elliot (DD-967)            | 19. prosince 1974  | 22. ledna 1976     | Vyřazen 2003.                                                              |
| Arthur W. Radford (DD-968) | 1. března 1975     | 16. dubna 1977     | Vyřazen 2003.                                                              |
| Peterson (DD-969)          | 21. června 1975    | 9. července 1977   | Vyřazen 2002.                                                              |
| Caron (DD-970)             | 24. června 1975    | 1. října 1977      | Vyřazen 2001.                                                              |
| David R. Ray (DD-971)      | 23. srpna 1975     | 19. listopadu 1977 | Vyřazen 2002.                                                              |
| Oldendorf (DD-972)         | 21. října 1975     | 4. března 1978     | Vyřazen 2003.                                                              |
| John Young (DD-973)        | 7. února 1976      | 20. května 1978    | Vyřazen 2002.                                                              |
| Comte de Grasse (DD-974)   | 26. března 1976    | 5. srpna 1978      | Vyřazen 1998.                                                              |
| O'Brien (DD-975)           | 8. července 1976   | 3. prosince 1977   | Vyřazen 2004.                                                              |
| Merrill (DD-976)           | 1. září 1976       | 11. března 1978    | Vyřazen 1998.                                                              |
| Briscoe (DD-977)           | 15. prosince 1976  | 3. června 1978     | Vyřazen 2003.                                                              |
| Stump (DD-978)             | 29. ledna 1977     | 19. srpna 1978     | Vyřazen 2004.                                                              |
| Conolly (DD-979)           | 19. února 1977     | 19. srpna 1978     | Vyřazen 1998.                                                              |
| Moosbrugger (DD-980)       | 23. července 1977  | 16. prosince 1978  | Vyřazen 2000.                                                              |
| John Hancock (DD-981)      | 29. října 1977     | 29. března 1979    | Vyřazen 2000.                                                              |
| Nicholson (DD-982)         | 11. listopadu 1977 | 12. května 1979    | Vyřazen 2002.                                                              |
| John Rodgers (DD-983)      | 25. února 1978     | 14. července 1979  | Vyřazen 1998.                                                              |
| Leftwich (DD-984)          | 8. dubna 1978      | 25. srpna 1979     | Vyřazen 1998.                                                              |
| Cushing (DD-985)           | 17. června 1978    | 21. září 1979      | Vyřazen 2005.                                                              |
| Harry W. Hill (DD-986)     | 10. srpna 1978     | 10. listopadu 1979 | Vyřazen 1998.                                                              |
| O'Bannon (DD-987)          | 25. srpna 1978     | 1. prosince 1979   | Vyřazen 2005.                                                              |
| Thorn (DD-988)             | 22. listopadu 1978 | 12. ledna 1980     | Vyřazen 2004.                                                              |
| Deyo (DD-989)              | 27. ledna 1979     | 22. března 1980    | Vyřazen 2003.                                                              |
| Ingersoll (DD-990)         | 10. března 1979    | 12. dubna 1980     | Vyřazen 1998.                                                              |
| Fife (DD-991)              | 1. května 1979     | 31. května 1980    | Vyřazen 2003.                                                              |
| Fletcher (DD-992)          | 16. června 1979    | 12. července 1980  | Vyřazen 2004.                                                              |
| Hayler (DD-997)            | 2. března 1982     | 5. března 1983     | Vyřazen 2003.                                                              |

## Konstrukce

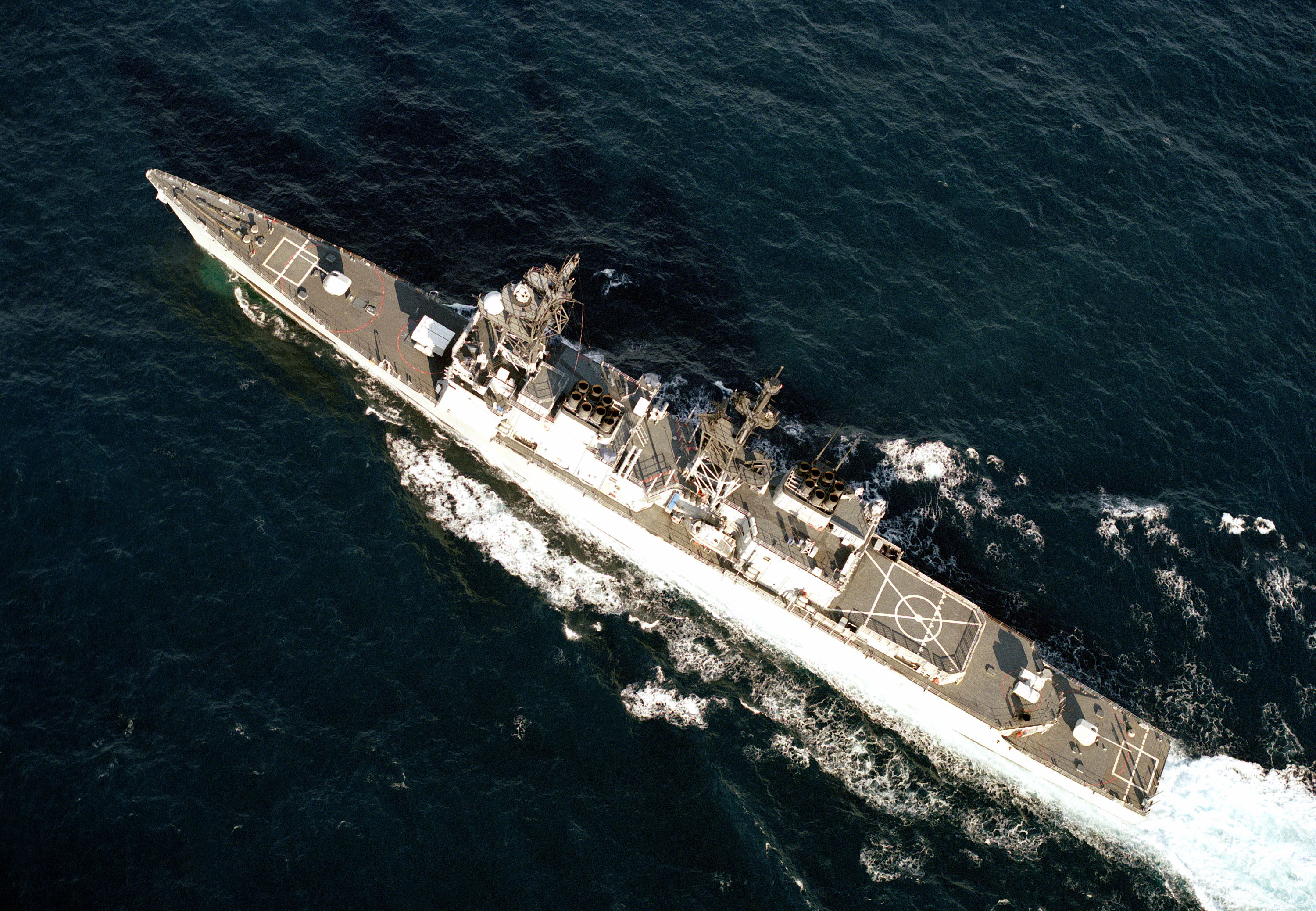
Na leteckém snímku torpédoborce USS Paul Foster je zřetelně vidět rozmístění výzbroje – za příďovým 127mm kanónem je osminásobný kontejner střel ASROC, střely Harpoon jsou umístěny za prvním komínem a konečně střely Sea Sparrow mezi přistávací plošinou a záďovým kanónem.

Třída Spruance měla oproti předchozím třídám výrazně větší výtlak a velikostí se blížila spíše tehdejším křižníkům. Modulární konstrukce lodí usnadnila jejich pozdější modernizace. Na protiponorkový boj zaměřená plavidla zpočátku postrádala účinné vybavení k boji proti pozemním cílům a jejich protiletadlové střely byly pouze krátkého dosahu. Při pozdějších modernizacích ale byla většina lodí vybavena vertikálním vypouštěcím silem pro protizemní střely Tomahawk, což jejich bojovou hodnotu výrazně zvýšilo.
Po dokončení tvořily hlavňovou výzbroj dva 127mm kanóny v jednohlavňových věžích a dva 20mm kanónové systémy blízké obrany Phalanx. Lodě dále nesly osminásobné vypouštěcí zařízení protiletadlových střel krátkého dosahu Sea Sparrow, dvě čtyřnásobná vypouštěcí zařízení protilodních střel Harpoon. Protiponorkovou výzbroj tvořilo osminásobné vypouštěcí zařízení raketových torpéd ASROC a dva trojhlavňové 324mm protiponorkové torpédomety. Z paluby na zádi mohly operovat až dva vrtulníky — obvykle typu SH-60B LAMPS Mk III (Light Airborne Multi-Purpose Systems). Celá třída byla vybavena kevlarovým pancéřováním.
V 80. a 90. letech bylo 24 lodí modernizováno. Kontejner raketových torpéd ASROC byl demontován a na jeho místě bylo instalováno vertikální vypouštěcí silo s kapacitou 61 střel. V něm bylo obvykle neseno 45 střel s plochou dráhou letu Tomahawk a 16 raketových torpéd ASROC (zbývajících sedm torpédoborců bylo přednostně vyřazeno v roce 1998). Část lodí byla vybavena systémem RAM, sloužícím primárně k obraně proti protilodním střelám.
Pohonný systém koncepce COGAG tvořily čtyři plynové turbíny typu General Electric LM2500. Poprvé tak americký torpédoborec nesl plynové turbíny. Lodní šrouby byly dva. Při zapojení všech čtyř turbín mohly dosáhnout maximální rychlosti 33 uzlů.

## Operační nasazení

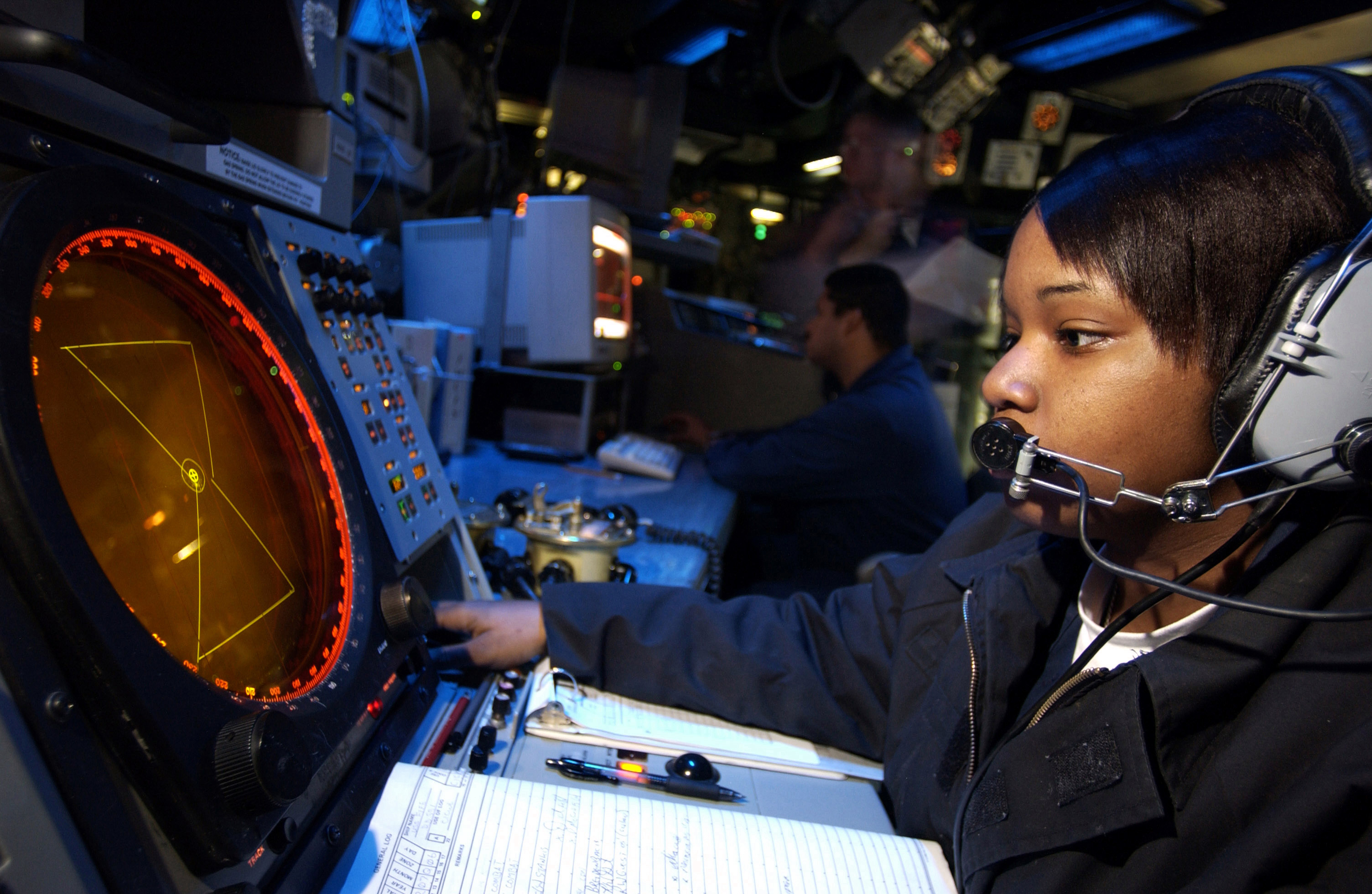
Interiér torpédoborce USS Fife

Třída Spruance byla nasazena v řadě operací, například ve válce v Zálivu. Během operace Pouštní bouře bylo z těchto torpédoborců odpáleno celkem 112 střel s plochou dráhou letu Tomahawk. Střely Tomahawk později odpalovaly též na cíle v Bosně.